# Mariz Kemal
Mariz Kemal, właściwie Raisa Stepanowna Kemaikina (erz. Раиса Степановна Кемайкина; ur. 13 sierpnia 1950 w Małym Maresewie) – erzjańska pisarka, poetka i dziennikarka. Jest członkiem Związku Pisarzy Rosyjskich od 1996 roku.

## Życiorys

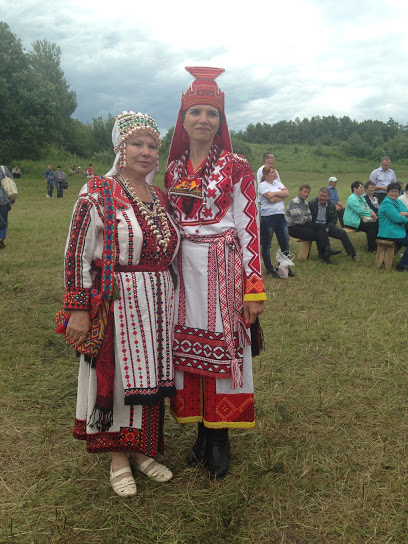
Mariz Kemal i Natali Tusznikowa w tradycyjnych strojach ludu Erzja

Raisa urodziła się we wsi Małe Maresewo, w rejonie Chamzinskim, w Mordowii, w chłopskiej rodzinie. W 1965 r. ukończyła osiem klas szkoły podstawowej i przez dwa lata uczyła się w szkole średniej a następnie ukończyła filologię na Uniwersytecie Republiki Mordowia im. N.P. Ogariowa w Sarańsku. W latach 1972–1975 pracowała jako nauczycielka w szkole w swojej rodzinnej wiosce. W 1975 r. przeprowadziła się do Sarańska i przez dwa lata pracowała w redakcji gazety „Erzjan Prawda”. Następnie przez ponad siedem lat pracowała w bibliotece im. A.S. Puszkina. W latach 1985–1988 była kierownikiem działu poezji w czasopiśmie „Siatko” (w erz. „Iskra”), od 1989 roku pracuje w redakcji magazynu dla dzieci i młodzieży „Chilisema” wydawany w języku erzja i rosyjskim.

### Twórczość
Pierwszy wiersz Marizy Kemal ukazał się w 1980 r. w czasopiśmie „Siatko”. W 1987 r. ukazał się tomik wierszy zawierający utwory czterech poetów, który zawierał duży wybór jej wierszy. W 1988 r. wydano jej pierwszy, samodzielny tom poezji Kołyska, zawierający, który był wynikiem wrażeń z dzieciństwa i młodości. Druga kolekcja wierszy Świeca, ukazała się w 1994 r. Zawiera filozoficzne refleksje o życiu, miłości i losie narodu Erzja. Znajdujący się w tomie wiersz Jestem Erzjanką!, jest wyrazem ugruntowanej osobowości o postawie narodowej.
Owocem wieloletnich studiów nad folklorem, historią i kulturą Erzyczyków była książka z bajek Bajkowa polana (erzja Ёвксонь кужо, 1993) oraz zbiór esejów Oni byli Erzjanami (erzja Сынь ульнесть эрзят, 1991) o znanych, wybitnych ludziach pochodzących z Erzyi. Mariz Kemal zaangażowana jest w działalność społeczną. W 1989 r. była jednym z inicjatorów powstania kulturalnego i edukacyjnego stowarzyszenia Mastorawa. Do 1997 r. była organizatorem kobiecego ruchu Erzjawa, twórcą i liderem zespołu amatorskiego i folklorystycznego Lamzur. Jest aktywnym członkiem neopogańskiego ruchu religijnego Erzjan. Jako Ozawa - kapłanka wraz z Ozat - kapłanem Yowlanem Olo przewodzi na święcie Rasken Ozks. 
Jest autorką wielu artykułów o kulturze, religii i tradycjach ludu Erzja, które publikuje w czasopismach „Siatko”, „Chilisema” i gazecie „Erzyan Mastor”. W 1998 r. jej wiersze zostały wydane w zbiorze Cztery kobiety - cztery pieśni. W 2007 r. wydała tom Białe ptaki. Od 1996 r. jest członkiem  Związku Pisarzy Rosji.
Jest także twórcą literatury dziecięcej. Wydała m.in. zbiór „Ziemski ukłon” (erzja Масторов нолдасынек сюкпрянок…, 2013), zawierający kolekcję dawnych obrzędów erzjańskich, gier i pieśni dziecięcych, wieczorów literackich.

## Wybrana twórczość
- Kołyska, 1988
- Świeca, 1994
- Cztery kobiety - cztery pieśni, 1998
- Białe ptaki, 2007